# Belayneh Dinsamo
Belayneh Dinsamo, né le 28 juin 1965 à Diramo Afarrara, est un athlète éthiopien, spécialiste des courses de fond. Il détient durant plus de dix ans la meilleure performance mondiale de tous les temps du marathon grâce à sa performance de 2 h 6 min 50 s établie le 17 avril 1988 lors du Marathon de Rotterdam.

## Biographie

### Palmarès
| Date | Compétition           | Lieu      | Résultat | Performance     |
| ---- | --------------------- | --------- | -------- | --------------- |
| 1986 | Marathon de Tokyo     | Tokyo     | 2e       | 2 h 08 min 29 s |
| 1986 | Goodwill Games        | Moscou    | 1er      | 2 h 14 min 42 s |
| 1987 | Jeux africains        | Nairobi   | 1er      | 2 h 14 min 47 s |
| 1987 | Marathon de Rotterdam | Rotterdam | 1er      | 2 h 12 min 58 s |
| 1988 | Marathon de Rotterdam | Rotterdam | 1er      | 2 h 06 min 50 s |
| 1989 | Marathon de Rotterdam | Rotterdam | 1er      | 2 h 08 min 39 s |
| 1990 | Marathon de Fukuoka   | Fukuoka   | 1er      | 2 h 11 min 35 s |
| 1996 | Marathon de Rotterdam | Rotterdam | 1er      | 2 h 10 min 30 s |

### Records
| Épreuve  | Performance   | Lieu      | Date          |
| -------- | ------------- | --------- | ------------- |
| Marathon | 2 h 06 min 50 | Rotterdam | 17 avril 1988 |